# Fairbank (Arizona)

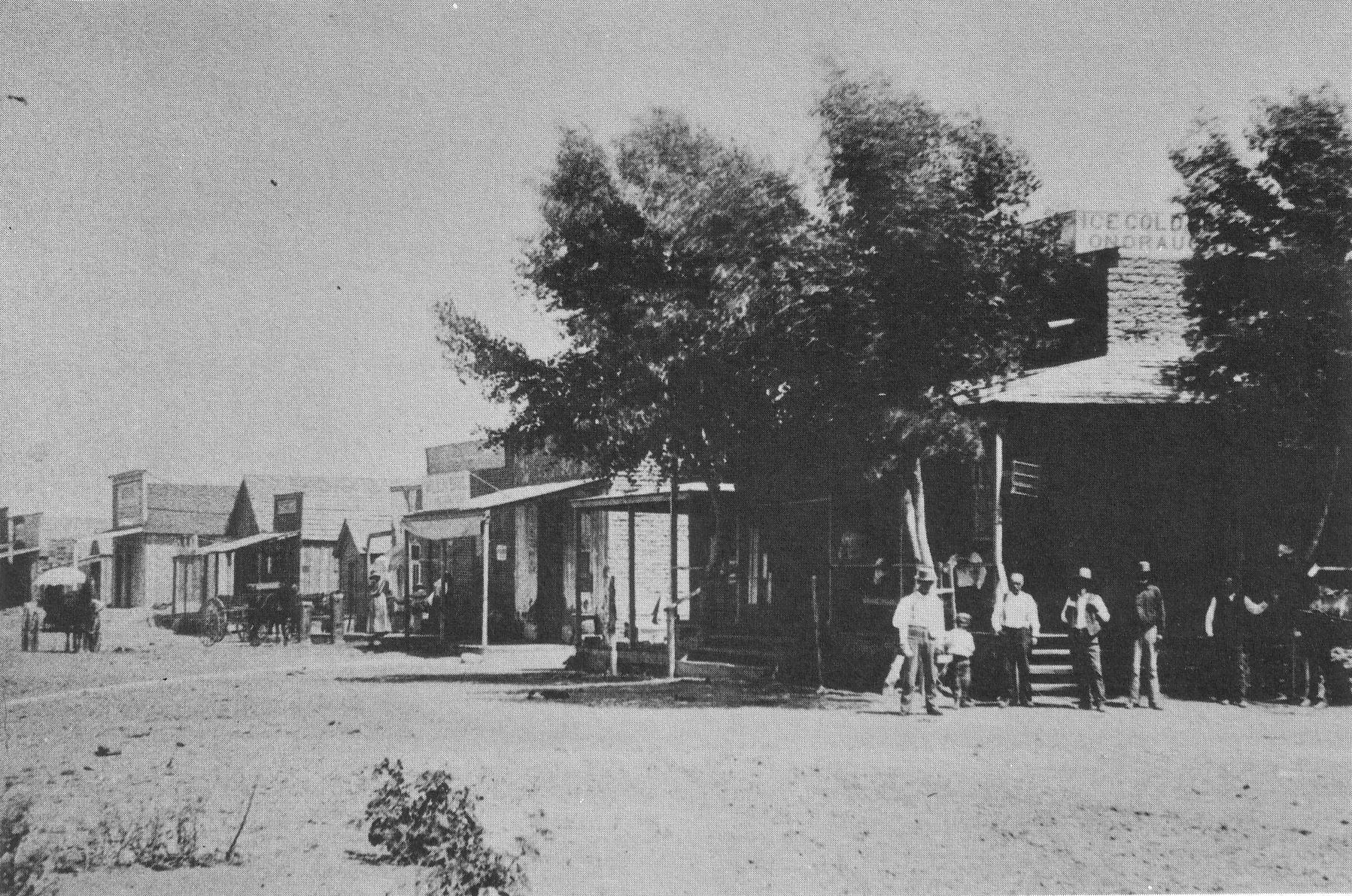
Fairbank w 1890 roku

Fairbank – opuszczone miasto w hrabstwie Cochise na południowym wschodzie stanu Arizona. Powstało w 1880 roku, nazwane na cześć Nathaniela Fairbanka, inwestora z Chicago, który zasponsorował otwarcie kopalni srebra w pobliskim Tombstone. Przez krótki czas świetności znajdował się tutaj urząd pocztowy, zakłady przetwórstwa rudy, kilka linii kolejowych, szkoła i hotel.
Prawie nic nie zostało z dawnego Fairbank. Z wyjątkiem głównej wszystkie drogi zarosła gruba warstwa roślinności. W 1970 roku kilku mieszkańców eksmitowano, gdy budynki stały się niebezpieczne. Próby zachowania resztek niewiele dały. Osiem budynków jeszcze stoi, ale ich los jest niepewny.

## Obiekty
- mała kamienna szkoła, jedna z lepiej zachowanych struktur, pęknięta w kilku miejscach.
- dwa drewniane domy z przybudówkami na północnym krańcu miasta.
- częściowo rozsypany, ceglany hotel, największy z zachowanych obiektów. Częściowo zawalił się w 2004 roku.
- dwa budynki związane z hotelem, po jego północnej stronie, bardzo zagrożone.
- zagroda ze starymi ogrodzeniami, na południe od autostrady.
- ruiny wiatraka, na południe od autostrady.
- rozmaite, prawie nie do poznania, ruiny dwóch domów schowane w głębokiej roślinności, na południe od hotelu.